# Dactylella
Dactylella Fr. – rodzaj grzybów workowych.

## Charakterystyka
Wszystkie należące do rodzaju Dactylella gatunki znane są tylko jako rozmnażające się bezpłciowo anamorfy. Początkowo W.B. Grove scharakteryzował ten rodzaj jako grzyby saprotroficzne na podstawie jednego gatunku D. minuta. Strzępki wegetatywne rzadkie, konidiofory wyprostowane, proste, z przegrodami lub bez, gładkie, szkliste; konidia elipsoidalne, wrzecionowate lub cylindryczne, początkowo jednokomórkowe, później 2- do wieloprzegrodowych, szkliste oddzielające się pojedynczo na wierzchołku konidioforów. Później jednak rodzaj ten był kilkakrotnie korygowany. W 2020 r. opisano już 72 należące do niego gatunki. Są wśród nich zarówno gatunki saprotroficzne, jak i grzyby mięsożerne żywiące się nicieniami (grzyby nematofagiczne). Grzyby te tworzą pętlę z kilku podłużnych komórek. Gdy dostanie się w nią nicień komórki te błyskawicznie pęcznieją zaciskając pętlę i zatrzymując nicienie. Ciało unieruchomionego i zwykle uśmierconego nicienia przerastają strzępki grzyba odżywiające się jego ciałem.

## Systematyka i nazewnictwo
Pozycja w klasyfikacji według Index Fungorum: Orbiliaceae, Orbiliales, Orbiliomycetidae, Orbiliomycetes, Pezizomycotina, Ascomycota, Fungi.
Rodzaj Dactylella utworzył William Bywater Grove w 1884 r.
Gatunki występujące w Polsce:
- Dactylella arnaudii Yadav 1960
- Dactylella iridis (Ts. Watan.) K.Q. Zhang, Xing Z. Liu & L. Cao 1995
- Dactylella oxyspora (Sacc. & Marchal) Matsush. 1971

Nazwy naukowe według Index Fungorum. Wykaz gatunków według W. Mułenko i in.